# Steal This Episode
Steal This Episode é o nono episódio da vigésima quinta temporada do seriado de animação de comédia de situação The Simpsons. Foi exibido originalmente em 5 de janeiro de 2014 pela Fox nos Estados Unidos. No episódio, Homer se cansa de cinemas, e Bart lhe ensina a arte de fazer  download ilegal de filmes. Homer começa a vender e exibir filmes piratas em seu quintal para os cidadãos de Springfield, mas fica em apuros quando um diretor de anti-pirataria do FBI descobre.
As estrelas convidadas para o episódio incluem Judd Apatow, Rob Halford, Leslie Mann, Seth Rogen, e Paul Rudd que interpretaram eles mesmos; Will Arnett interpretou o vice-diretor Gratman; Channing Tatum e Kevin Michael Richardson interpretaram personagens menores.
O episódio foi bem recebido pela crítica de televisão especializada. De acordo com o instituto de mediação de audiências Nielsen, foi assistido por 12,04 milhões de espectadores em sua exibição original e recebeu uma quota de 4.6/11 no perfil demográfico de telespectadores entre os 18 aos 49 anos de idade.

## Enredo
Homer decide assistir ao filme "Radioactive Man Re-Rises" no cinema com a família. No entanto, ele fica chateado com o excesso de comerciais no cinema, o que o faz abandonar a sala. Bart ababa lhe ensinando como fazer download ilegal de filmes na internet. Eventualmente, Homer acaba abrindo seu próprio cinema em seu quintal, apresentando os filmes baixados na internet. Marge se sente culpada ao assistir um dos filmes, o que ela própria classifica como "roubar com os próprios olhos", e envia uma carta de desculpas dirigida à Hollywood, contendo US$ 12,00 (preço dos bilhetes).
Os representantes da empresa do filme leem a carta de Marge e rapidamente notificam ao FBI, que escala um informante para vigiar Homer. A polícia enfim prende-o pelo crime de pirataria. Marge começa a se sentir culpada pela prisão, concordando que esse não foi o pior ato dele. Lisa também demonstra apoio a Homer, classificando como "maravilhosa" a experiência que o cinema de Homer proporcionou para a cidade.
Homer volta para casa após um acidente com o ônibus usado pelos próprios prisioneiros da cidade, que consideraram que o crime teria sido tão grave quanto roubar um banco ou fazer tráfico de drogas, em uma fuga. Lisa leva-o até o consulado Sueco para protegê-lo da polícia, e acaba descobrindo que Marge era a informante.
Durante um julgamento, Homer faz um discurso sobre sua pirataria. Algumas das grandes estrelas de Hollywood ficam impressionadas com a história, e decidem comprá-la, para transformá-la em um filme. Uma semana antes do lançamento, os moradores de Springfield decidem fazer uma exibição especial do filme no quintal da casa dos Simpsons, através de um download ilegal na internet, irritando Homer (que agora lucra com o filme), e decide expulsá-los.

## Recepção

### Crítica
Dennis Perkins, do The A.V. Club, deu o episódio um "B", dizendo: "O episódio mais forte desta temporada [até o momento], "Steal This Episode" evita "cair" em algumas armadilhas recorrentes, apresenta várias piadas e cenas engraçadas, e realmente parece investir em contar uma história coerente do início ao fim. Não se comprara aos clássicos, mas certamente é um alívio bem-vindo, após uma sequência de episódios bastante terríveis."
Adam A. Donaldson, do site We Got This Covered, não atribuiu nenhuma classificação, mais destacou que "[...] piadas sobre pirataria parecem 'tão 2002' (antiquadas), e quem sabe alguma coisa sobre computadores sabe que encontrar filmes piratas na internet e tão fácil quanto achar algo no You Tube [...]". Ele ainda finalizou, dizendo: "mas, como o episódio está cheio de convidados, [eles serviram] para cobrir o fato de que 'Steal This Episode' está atrasado cerca de sete anos. As pessoas que assistem filmes piratas on-line podem ter sido uma vez os rebeldes, mas estamos no ponto agora onde o "todo mundo está fazendo isso".
Teresa Lopez, do TV Fanatic, deu ao episódio 5 estrelas (de um máximo de 5), comentando principalmente sobre o uso de estrelas convidadas no programa, dizendo que "as estrelas eram uma parte essencial da trama [...] Em essência, o episódio realmente jogou para os pontos fortes do programa. Por exemplo, Homer, uma vez que ele está preso, não pode se deixar levar longe demais pelos seus novos hobbies."

### Audiência
De acordo com o sistema de mediação de audiências Nielsen Ratings, "Steal This Episode" foi assistido por 12,04 milhões de pessoas em sua transmissão original. Recebeu uma quota de 4.6/11 no perfil demográfico de pessoas entre 18-49 anos de idade. A audiência maior do que o normal foi resultado da sucessão do episódio a um popular jogo da NFL, em sua respectiva fase de playoffs. Foi o episódio mais assistido desde Moms I'd Like to Forget (da vigésima segunda temporada), e o quarto programa mais assistido da semana 30 de dezembro de 2012—5 de janeiro de 2014.